# Prebbleton

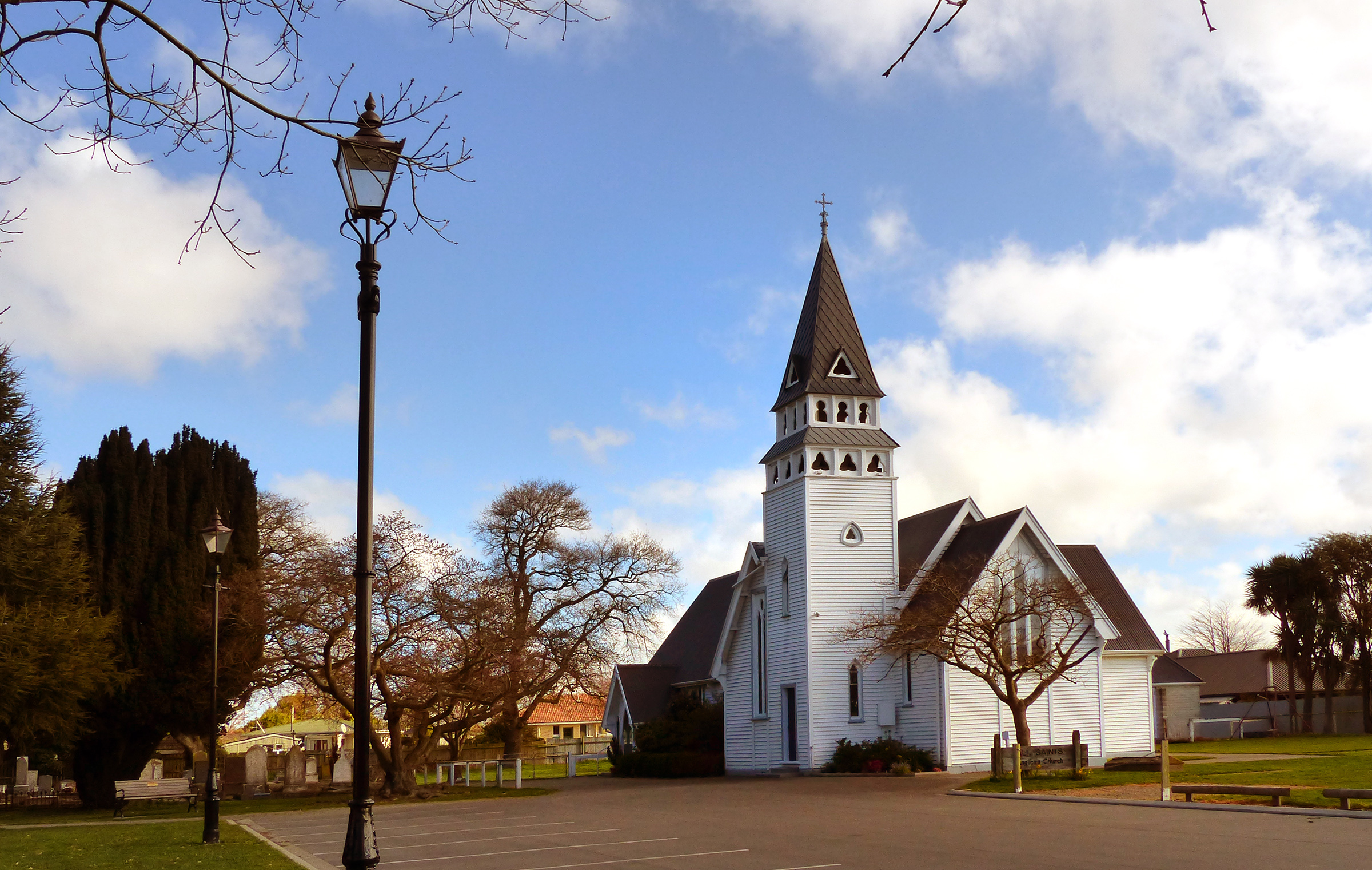
Prebbleton, Allerheiligenkirche (August 2014)

Prebbleton ist ein Ort im Selwyn District der Region Canterbury auf der Südinsel von Neuseeland.

## Geographie
Der Ort befindet sich rund 12 km südwestlich des Stadtzentrums von Christchurch, zählt aber trotz seiner Nähe zu Christchurch nicht mehr zu seinem Stadtgebiet. Nördlich grenzt der Stadtteil Hornby  von Christchurch an und im Süden liegt die Stadt Lincoln lediglich 7 km entfernt.

## Geschichte
Der Ort wurde 1855 gegründet, als die Gebrüder Prebble sich in der Gegend ansiedelten. Seit jeher landwirtschaftlich geprägt, befinden sich in der näheren Umgebung zahlreiche Obstgärten und Olivenhaine.

## Bevölkerung
Zum Zensus des Jahres 2013 zählte der Ort 2319 Einwohner, 26,4 % mehr als zur Volkszählung im Jahr 2006.